# عبدالله بحرانی اصفهانی
عبدالله بن نورالله بحرانی فقیه و محدث شیعه سدهٔ یازدهم و دوازدهم هجری بود. او از شاگردان محمدباقر مجلسی بود و از کسانی بود که در تدوین بحارالانوار او را یاری کردند. پس از درگذشت مجلسی، مستدرک بحارالانوار را با نام عوالم العلوم و المعارف تألیف کرد.